# 丙酮酸鈉
丙酮酸鈉（Sodium pyruvate）常被用於細胞培養的培養基，作為能量的來源。此外，Giandomenico等人發現，丙酮酸鈉也能保護細胞免於受到過氧化氫的損害，此功能已被許多其他團隊證實。